# Cyanopterus togoensis
Cyanopterus togoensis är en stekelart som först beskrevs av Szepligeti 1914.  Cyanopterus togoensis ingår i släktet Cyanopterus och familjen bracksteklar. Utöver nominatformen finns också underarten C. t. brunneus.